# ボルボ・EC40
EC40（Volvo EC40）は、スウェーデンの自動車メーカーボルボ・カーズが生産・販売するクロスオーバーSUV型の電気自動車である。
本項では2024年2月の車名変更前の車名であるC40 Recharge（C40リチャージ、Volvo C40 Recharge）についても説明する。

## 概要
XC40の姉妹車であり、XC40の電気自動車版であるXC40リチャージ（現・EX40）をベースとしている。一充電走行距離は485 km。0 - 100km加速は4.7秒。Googleアシスタントが標準装備されている。駆動方式は4WDである。また全車、販売はオンラインとなる。
2023年からカーシェアリング運営会社「エニカ」にてレンタル車両として導入されている。

## 歴史
- 2021年 - 東京、ミラノ、ニューヨークでデザインコンセプトモデルを公開[1]。
- 2021年11月18日 - 日本での市販モデル発表[3]。
- 2022年1月20日 - ボルボ・カー・ジャパンがC40リチャージ発売[4]。
- 2022年3月18日 ‐ 日本仕様でシングルモーターの前輪駆動モデルである「プラス シングルモーター」を追加するとともに一部仕様を変更。四輪駆動モデルは「アルティメット ツインモーター」となる[5]。
- 2023年3月8日 - シングルモーターモデルが後輪駆動に仕様変更されると共に日本仕様ではAWDモデルの「アルティメット ツインモーター」が廃止され、後輪駆動の上級モデル「アルティメット シングルモーター」に変更となる[6]。
- 2024年2月 - ボルボ・カーズはC40リチャージの車名を「EC40」に変更することを発表した。欧州では5月より新車名で販売開始の予定[7][注 1]。